# 宋代官員黜降法
宋代實行官、職、差遣分授之制。因此，官員被追官或落職、或官職依舊而降低差遣級別、或追官落職而差遣依舊等等，均屬於降級使用的處理方法，這些處分多是未經司法審查的行政處分。

## 追官
追官、又稱降官、免官、免所居官或奪官等，選人依資遞遷，所以常稱降資。宋代黜降法中，追降官資常常與編管、安置、責令居住、勒停、冲替、放罷等處罰手段合用。如條令規定：諸路監司失察屬吏之過者，降兩官；監司、縣令、巡檢等失察部內有傳播「妖教」者，降一官等。在執行公務中非故意而犯公罪，則常常降官，而不必罷現任差遣。如紹興三十一年，知豪州劉光時，「將平人入吾界者，皆謂之盜而殺之」，遂被在「階官、遙郡上各降一官，特降授武顯大夫，吉州刺史，差遣知故」。免官、追官不定階數，有追奪七八官乃至十幾官者；免所居官止削一任。條令規定：免官者，「二官皆免」，「二官謂職事官、散官、衛官為一官；勛官為一官。」且須從現有高官依次往下追奪，「免官者，免見任并歷任內一高官。」而「免所居官者，止免見任，其帶職者，別為一官。或以官、或以職，奏裁。」即帶學士等職名的高級官員可以用取銷職名代替追降官資，但須上請朝廷裁判決。

## 落職
宋代，「職」以待文學之選，是文武高級官員的榮譽稱號。官員帶職與不帶職，在陳乞蔭補子孫、舉辟官員、借差官兵遞馬車船等方面的待遇是有差別的。因此，奪職也是一種處罰。官員凡帶「學士、待制、修撰、直閣、帶御器械，閤門舍人、宣贊舍人、閤門祗侯、入內內侍兩省都知、副都知、押班」等職名者，兩者皆可「別為一官」，在黜降時追奪。凡稱「落職」者，「有可復之理」，一般一年以後遇恩赦即可敘復；凡稱「追奪職名」者，不許再敘。

## 降差遣
宋代，差遣是官員的實職。差遣受官品高下的制約，但二者并非完全同步升降，降級使用既有追奪官資而差遣依舊者，也有官階依舊而降差遺者。當然，更多的則是二者同時追降。降低差遣之處罰非常普遍，中央官貶為地方官，或添差不厘務官或宮觀閑職，地方官從上往下逐級或隔級調任，如監司知州改監當、大州改小州、堂除改吏部差注，等等皆是。如熙寧四年四月，翰林學士、度支員外郎、權御史中丞楊繪，因「論役法不當」，遂落翰林學士，充翰林侍讀學士、知鄭州，而官階依舊。